# Brabham BT51
Brabham BT51 — гоночный  автомобиль команды Формулы-1 Parmalat Racing Team (Brabham), разработанный Гордоном Марри и построенный для участия в сезоне 1983 года.

## История
Шасси BT51 было построено в течение сезона 1982 года и Нельсон Пике провёл его тестирование на трассе Поль Рикар. В его разработке был заложен принцип граунд-эффекта. Однако развитие болида пришлось прекратить в связи с изменениями в правилах: с 1982 года вводился запрет подвижных боковых элементов и принципа граунд-эффекта в гонках Формулы-1 и команда сосредоточилась на разработке Brabham BT52.  